# Cranistus setosus
Cranistus setosus är en insektsart som först beskrevs av Hermann Burmeister 1880.  Cranistus setosus ingår i släktet Cranistus och familjen syrsor. Inga underarter finns listade i Catalogue of Life.